# I Keep Forgettin'
I Keep Forgettin', nota anche come I Keep Forgettin' (Every Time You're Near) è un brano composto dalla coppia Jerry Leiber e Mike Stoller ed originariamente interpretato da Chuck Jackson. Questi lo pubblicò come singolo nel 1962, ed arrivò alla cinquantacinquesima posizione della classifica The Billboard Hot 100; è infatti ricordata come una delle canzoni meno commerciale e più innovative del duo Leiber-Stoller.

## Cover

### La versione di Ringo Starr
Ringo Starr ha incluso una sua cover di I Keep Forgettin' nel suo album Old Wave del 1983; il 33 giri non venne distribuito in numerosi Stati del mondo, fra cui gli Stati Uniti ed il Regno Unito, dove arrivò solo con la ristampa su CD. In Messico è stata pubblicata come singolo, con al lato B She's About a Mover, dalla RCA Records con il numero di serie SP-5881. Sia I Keep Forgettin' che She's About a Mover sono state incluse nella raccolta Starr Struck: Best of Ringo Starr, Vol.2 del 1989.

#### Tracce singolo
1. I Keep Forgettin' – 4:18 (Jerry Leiber, Mike Stoller)
2. She's About a Mover – 3:52 (Doug Sahm)

#### Formazione
- Ringo Starr: voce, percussioni
- Joe Walsh: cori, chitarra solista
- Freebo: basso elettrico, tuba
- Sherwood Ball: chitarra
- Kal David: chitarra
- Bruce MacPherson: organo
- Russel Kunkel: batteria
- Ray Cooper: percussioni
- Garret Adkins: trombone
- Lee Thornburg: tromba
- David Wooford: sassofono[3]

### Altre versioni
- Gli Artwoods hanno registrato una versione della canzone per il loro album Art Gallery del 1966[6]
- I Checkmates Ltd., aventi in quel momento come cantante Sonny Charles, hanno registrato una cover del brano per il loro album Love Is All We Have to Give del 1969, prodotto da Phil Spector[7]
- I Procol Harum hanno incluso una loro versione nell'album Procol's Ninth del 1975; in quest'occasione, ai crediti della canzone sono stati aggiunti Gary Brooke e Keith Red[8]
- Micheal McDonald ha registrato una cover del brano per l'album If That's What It Takes del 1982[9] Questa versione è diventata in seguito la base del brano classico G-funk del 1994, Regulate di Warren G e Nate Dogg[10].
- David Bowie ha registrato la canzone per il suo album Tonight del 1984[11]
- Joe Cocker ha incluso una canzone per il suo album Heart & Soul del 2004[12]